# Jastrzębie Zdrój
Jastrzębie-Zdrój alemany: Bad Königsdorff-Jastrzemb, originàriament Jastrzemb, és una ciutat del sud de Polònia amb 92,462 habitants (31.12.2010). El seu nom prové de les paraules poloneses jastrząb ("falcó") i zdrój ("spa" o "font"). Fins al segle XX era una ciutat balneari situada a l'Alta Silèsia. Té l'estatus de ciutat des de 1963. Actualment es troba al Voivodat de Silèsia. A principi de la dècada de 1980 va ser una de les ciutats poloneses amb protestes i vagues obreres que van portar a la creació del sindicat "Solidaritat".